# Sudweyhe
Sudweyhe ist ein Ortsteil der Gemeinde Weyhe im niedersächsischen Landkreis Diepholz. Am 31. Dezember 2005 hatte Sudweyhe 3.071 Einwohner, 2023 waren es 3.140.

## Geografie

### Lage
Sudweyhe liegt im östlichen Bereich der Gemeinde Weyhe. Große Teile der Fläche sind unbebaut und werden vor allem als Weide-, aber auch als Ackerland genutzt: Sudweyher Bruch, Große Marsch, Sudweyher Kuhweide. Das Sudweyher Gebiet reicht bis an die Weser zwischen Dreye und Ahausen. Dort liegt auch der Sudweyher Wielt mit dem Wieltsee, der größten Marina an der Mittelweser.
Auf Sudweyher Gebiet liegt außerdem das Landschaftsschutzgebiet (LSG) Kirchweyher See.

### Gewässer
Im östlichen Bereich von Sudweyhe fließt der Süstedter Bach. Die Hache ist auf westlicher Seite Grenzfluss zum Weyher Ortsteil Kirchweyhe. Beide Flüsse münden in den Kirchweyher See und fließen dann als Ochtum in nordwestlicher Richtung weiter. Die Sudweyher Beeke fließt durch Sudweyhe und mündet in den Süstedter Bach.

### Nachbarorte
Nachbarorte sind – von Norden aus im Uhrzeigersinn – der Weyher Ortsteil Dreye, Bremen, der Weyher Ortsteil Ahausen, die zur Samtgemeinde Thedinghausen gehörende Gemeinde Riede und die Weyher Ortsteile Jeebel, Lahausen und Kirchweyhe.

## Geschichte

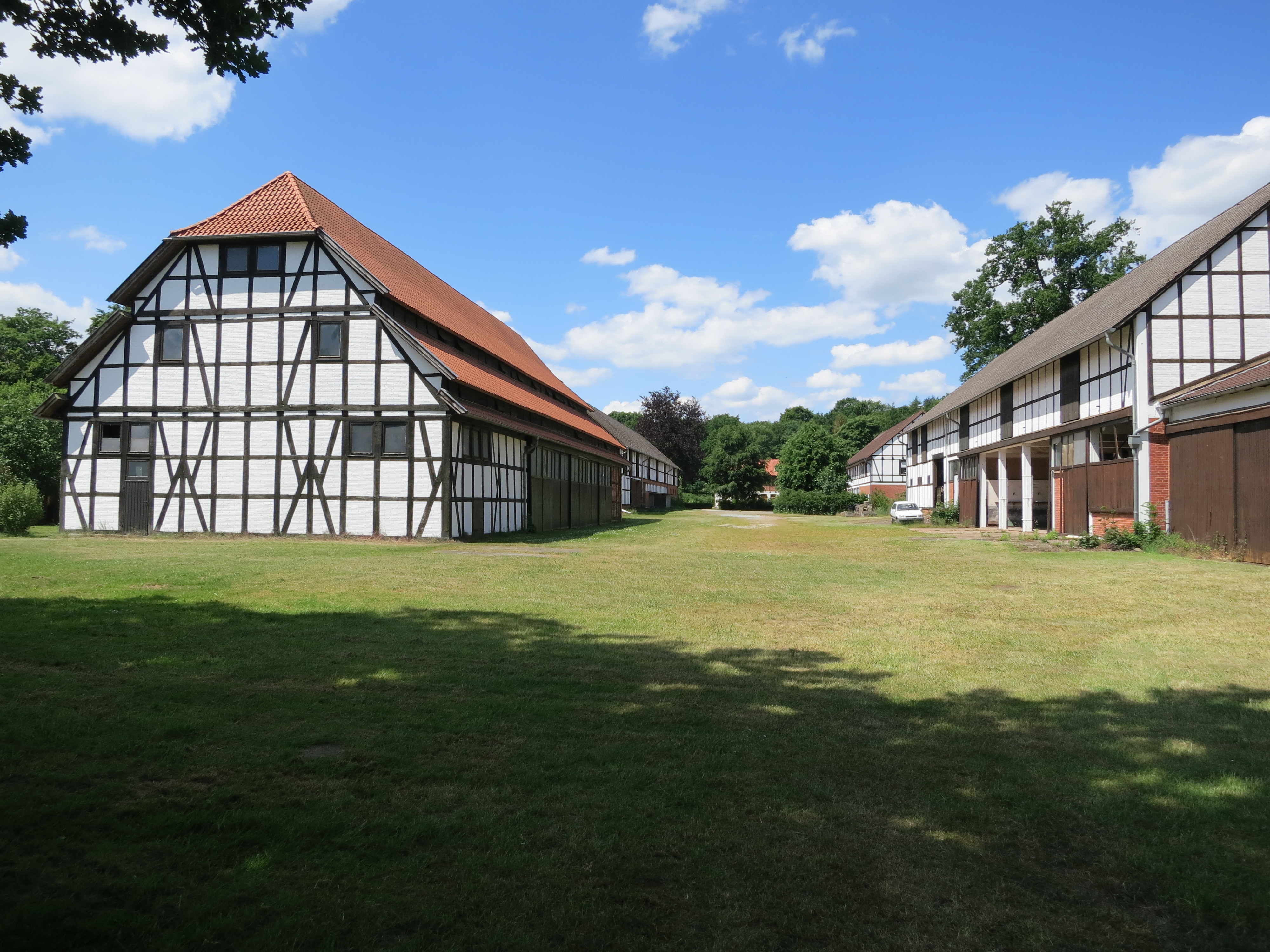
Gutshof Sudweyhe: Fachwerkhäuser

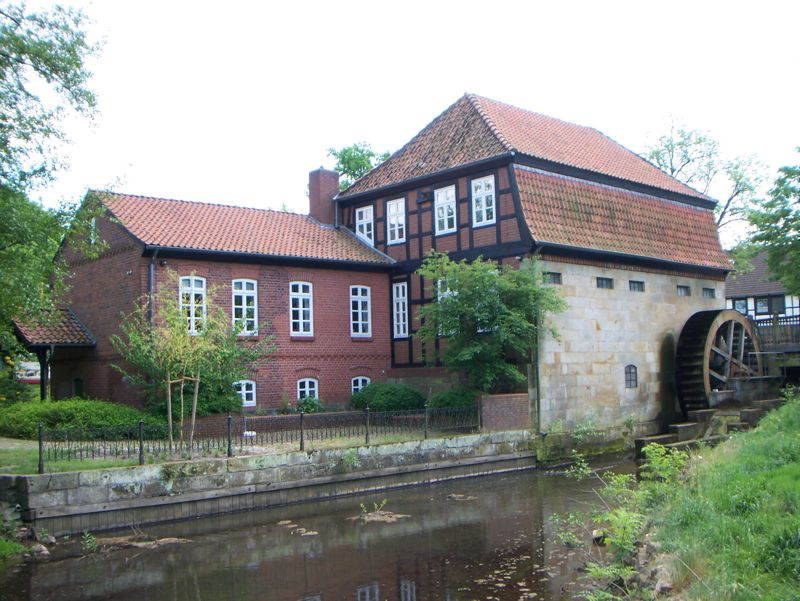
Die Wassermühle in Sudweyhe, erbaut ca. 1510

Der erste urkundliche Beleg für Weyhe stammt aus dem Jahre 860. Danach soll ein Mädchen aus dem Dorf 'Wege' von ihrem Leiden geheilt worden sein, nachdem sie am Grab des hl. Willehad im Bremer Dom gewesen war. Mit Weyhe ist immer auch Sudweyhe (und Kirchweyhe) gemeint.
Die erste urkundliche Erwähnung explizit von Sudweyhe kommt 1352 vor, als die Gevettern Clüver Höfe in Sudweyhe an die Hoyaer Grafen verkaufen [Hoy UB I, 1084].
Bis zum 1. März 1974 gehörte der Ortsteil Sudweyhe zusammen mit Jeebel und Ahausen zur bis dahin selbstständigen Gemeinde Sudweyhe. Zu diesem Zeitpunkt wurden die Gemeinden Kirchweyhe, Sudweyhe und Leeste zur Einheitsgemeinde Weyhe zusammengefasst.

### Bürgermeister
1968 bis 1972: Heinrich Wittrock
ab 1974 siehe: Weyhe#Bürgermeister

## Sehenswürdigkeiten

### Bauwerke

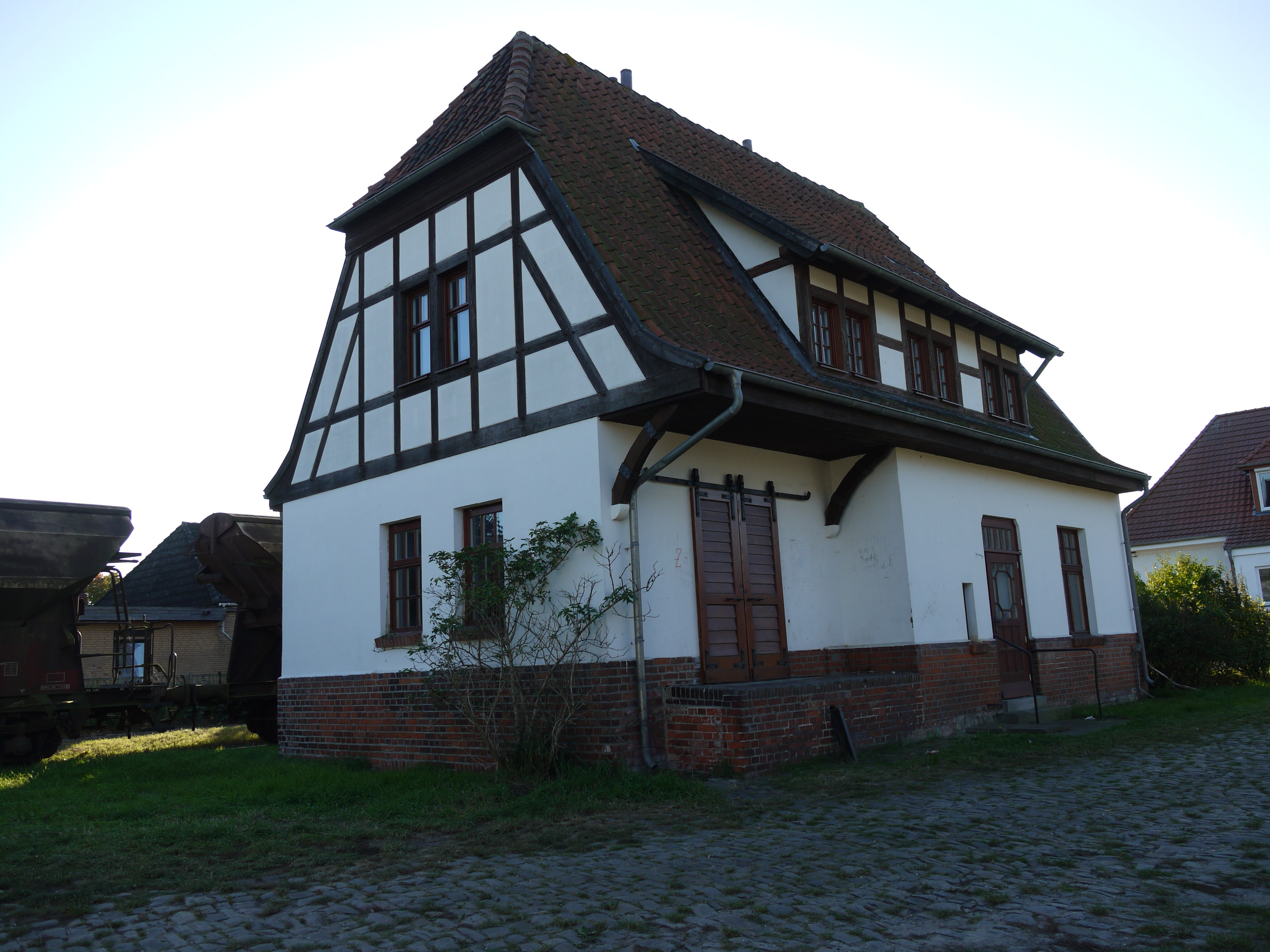
Ehem. Bahnhof Sudweyhe

- In der Liste der Baudenkmale in Weyhe sind für Sudweyhe 17 Baudenkmale aufgeführt, darunter:
- Bahnhof Sudweyhe von 1910 als Café, Kultur- und Ferienhaus, 2020 saniert
- Gutshof Sudweyhe vom 16. Jh. mit Gebäuden vom 18., 19. und 20. Jh.
- Sudweyher Wassermühle an der Hache
- Wohn- und Wirtschaftsgebäude Finterei 7 von 1747